# Dvärgspik
Dvärgspik (Calicium pinastri) är en lavart som beskrevs av Tibell. Dvärgspik ingår i släktet Calicium och familjen Physciaceae.  Arten är reproducerande i Sverige. Inga underarter finns listade i Catalogue of Life.